# Kristel van Eijk
Kristel van Eijk (Heesch, 12 november 1982) is een  televisie- en radiopresentatrice.
Daarnaast is ze sinds 2008 onder de naam Kristijl werkzaam als voice-over. 

## Podcast
Sinds mei 2021 publiceert Van Eijk regelmatig podcasts over hoogbegaafdheid onder de noemer "Hoogbegaafd de Podcast". In deze podcast hoor je ervaringsverhalen van ouders/verzorgers van hoogbegaafde kinderen en hoogbegaafden zelf.

## Televisie
Van Eijk speelde gastrollen in onder andere Goede tijden, slechte tijden, Westenwind, Rozengeur & Wodka Lime, Costa! en Blauw blauw. In 2002 presenteerde ze samen met Co Rowold voor Veronica het dagelijkse jongerentelevisieprogramma Kink TV. V-HQ was het volgende dagelijkse (live)programma dat ze voor Veronica presenteerde. Daarna werd ze freelance presentator bij Jetix, waar ze Fox Kids Planet Live en de Garfield filmflits presenteerde.
Van 24 oktober 2013 tot 1 januari 2015 werkte Van Eijk voor de omroep WNL, waar ze het ontbijtprogramma Vandaag de dag op Nederland 1 mede presenteerde.

## Radio
Op 1 december 2005 startte Van Eijk als producer en sidekick van Jente Kater bij Slam!FM. Vanaf 3 april 2006 was ze te horen als sidekick in de ochtendshow van Frank Dane op diezelfde zender. Op 2 oktober 2006 kreeg ze op Slam!FM een eigen programma van maandag tot donderdag in de avond, getiteld Kristel Kicks. Vanaf 31 maart 2009 presenteerde ze tevens in de dinsdagnacht voor BNN op 3FM.
Voor Uruzgan FM presenteerde ze van april tot december 2009 in de middag. In 2010 presenteerde ze van maandag tot en met donderdag Klaarwakker Kristel tussen 4.00 en 6.00 uur.
Vanaf mei 2010 ging ze werken voor het Nederlandse radiostation Q-music, waar ze tot en met september 2010 een avondprogramma presenteerde en vanaf november 2010 de Goeiemorgenshow. Per april 2012 keerde ze weer terug in de avond. Op 18 september 2013 verliet ze de radiozender.
Van Eijk begon op 1 januari 2014 als presentatrice van het programma WNL op Zaterdag voor WNL, uitgezonden op Radio 1. Daarnaast werd ze op 1 juni 2014 presentatrice bij Radio 2 met het programma Zo'n Zondag. In januari 2015 verliet Van Eijk de omroep.
Op 29 september 2020 was Van Eijk enige maanden te horen als radio-dj bij Jumbo Radio. Een radiostation voor de medewerkers en klanten van de Jumbo supermarkten in Nederland.

## Prijzen
In 2010 werd Van Eijk uitgeroepen tot beste radiovrouw en kreeg daarvoor de RadioBitch Award. In 2012 kreeg Van Eijk de Zilveren Radioster voor beste radiovrouw van het jaar.

## Privé
Van Eijk heeft twee zoons.